# Nijnekamsk
Nijnekamsk (en russe : Нижнекамск ; en tatar : Түбән Кама) est une ville de la république du Tatarstan, en Russie. Sa population s'élevait à 238 879 habitants en 2019.

## Géographie
Nijnekamsk est située sur la rive gauche de la Kama, à sa confluence avec la Zaï, à 42 km à l'ouest-sud-ouest de Naberejnye Tchelny, à 172 km à l'est de Kazan et à 890 km à l'est de Moscou.

## Galerie

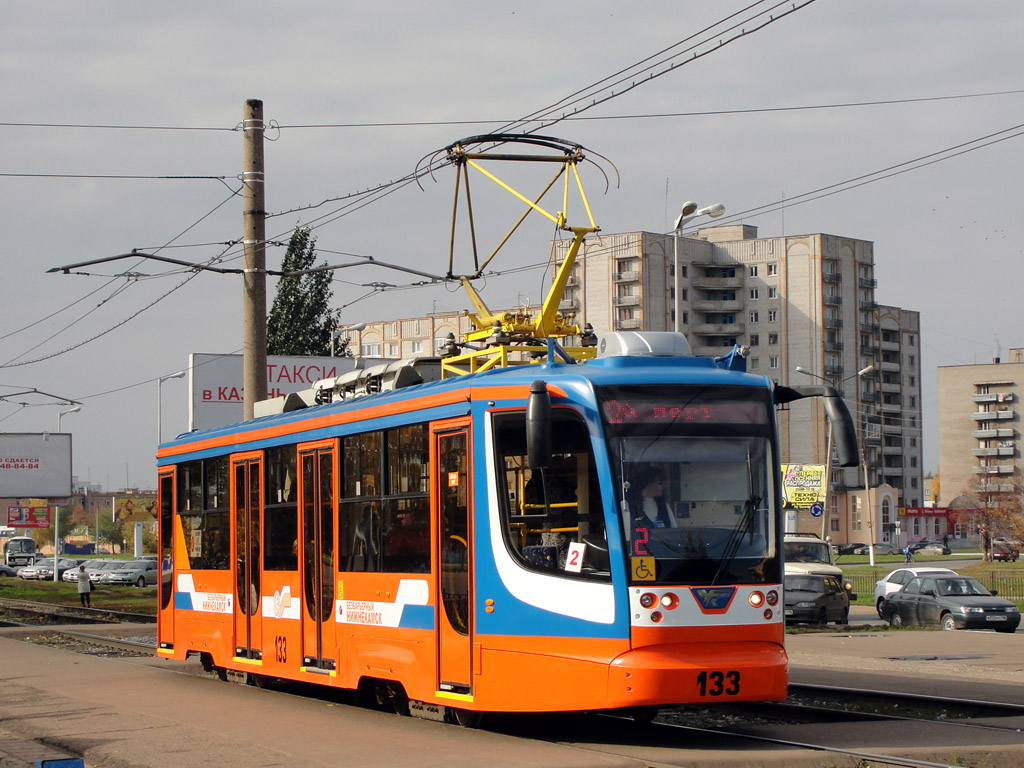
Tramway à Nijnekamsk

## Histoire
Nijnekamsk a été créée en 1961 comme une commune urbaine sous le nom de Nijnekamski dans le cadre de la construction d'un grand complexe pétrochimique. Elle a obtenu le statut de ville en 1966.

## Population
Recensements (*) ou estimations de la population
| 1967   | 1970*  | 1979*   | 1989*   | 2002*   | 2010*   | 2012    |
| ------ | ------ | ------- | ------- | ------- | ------- | ------- |
| 38 000 | 48 988 | 134 199 | 190 793 | 225 399 | 234 044 | 234 928 |

| 2013    | 2014    | 2015    | 2016    | 2017    | 2018    | 2019    |
| ------- | ------- | ------- | ------- | ------- | ------- | ------- |
| 235 407 | 235 605 | 235 448 | 236 197 | 237 250 | 237 942 | 238 879 |

Selon le recensement de 2002, sa population comprend 46,5 pour cent de Tatars, 46,1 pour cent de Russes et 3 pour cent de Tchouvaches.

## Économie
Les principales entreprises de Nijnekamsk sont :
- OAO Nijnekamskneftekhim (ОАО Нижнекамскнефтехим) : mis en service en 1967, ce complexe pétrochimique est l'un des plus importants d'Europe et emploie 18 900 salariés (2008). Il produit : éthylène glycol, caoutchouc, gazole, essence, etc.[3].
- OAO Nijnekamskchina (ОАО Нижнекамскшина) : pneumatiques pour camions, automobiles et machines agricoles[4].

## Transports
La ville est desservie par l'aéroport Begichevo.

## Sport
L'équipe de hockey sur glace du Neftekhimik Nijnekamsk est une équipe évoluant dans la Ligue continentale de hockey.
La ville possède également un club de football, le Neftekhimik Nijnekamsk, qui évolue en troisième division russe.